# Min Bahadur Bham
Pour les articles homonymes, voir Bham.
Min Bahadur Bham, né dans le district de Mugu (province de Karnali), au Népal,, est un réalisateur et scénariste népalais.
Il a remporté de nombreux prix, dont le National Film Award du meilleur scénariste, le Norwegian Sorfond Award au Festival de Cannes et le prix Fedeora au Festival du Film de Venise.
En 2015, Kalo Pothi, un village au Népal (en) a été sélectionné comme candidature népalaise pour le meilleur film en langue étrangère lors de la 89e cérémonie des Oscars, mais il n'a pas été nommé.
Min Bahadur Bham est titulaire d’une maîtrise en philosophie bouddhiste et en sciences politiques et poursuit actuellement un doctorat en anthropologie.

## Filmographie

### Réalisation
- 2012 : Bansulli (en anglais : The Flute, court métrage)
- 2015 : Kalo Pothi, un village au Népal (en) (aussi The Black Hen (en))
- 2019 : A Year of Cold
- 2024 : Shambhala, le royaume des cieux (2024)

## Récompenses et distinctions
- Bansulli (The Flute) : Mostra de Venise 2012 : Venice Horizons YouTube Award : nommé[5]
- Kalo Pothi, un village au Népal (en) : 
  - National Film Awards (en) 2017 du meilleur scénario pour Abinash Bikram Shah 20177 – vainqueur
  - National Film Awards (en) 2017 du meilleur film – vainqueur
  - Mostra de Venise 2015 : prix Fedeora du meilleur film – vainqueur[6],[7]
- A Year of Cold : Cannes Film Festival 2019 : Norwegian Sorfond Award[8],[9]
- Shambhala, le royaume des cieux (2024) Le film concourra pour l'Ours d'or au 74e Festival international du film de Berlin[10]

- (en) Min Bahadur Bham: Awards, sur l'Internet Movie Database